# Rejowiec Fabryczny (Landgemeinde)
Die gmina wiejska Rejowiec Fabryczny ist eine selbständige Landgemeinde in Polen im Powiat Chełmski in der Woiwodschaft Lublin. Die Landgemeinde hat eine Fläche von 87,5 km² und 4210 Einwohner (Stand 31. Dezember 2020). Ihr Sitz befindet sich in der Stadt Rejowiec Fabryczny, die der Landgemeinde nicht angehört.

## Verwaltungsgeschichte
Bis 1954 hieß die Landgemeinde Gmina Pawłów. Von 1975 bis 1998 gehörte die Gemeinde zur Woiwodschaft Chełm.

## Gemeindegliederung
Zur Landgemeinde Rejowiec Fabryczny gehören folgende 15 Ortschaften mit einem Schulzenamt:
Gołąb
Józefin
Kanie
Kanie-Stacja
Krasne
Krzywowola
Leszczanka
Liszno
Liszno-Kolonia
Pawłów
Toruń
Wólka Kańska
Wólka Kańska-Kolonia
Zalesie Kańskie
Zalesie Krasieńskie